# Vincent Enyeama
Vincent Enyeama, född 29 augusti 1982, är en nigeriansk före detta fotbollsmålvakt. Han representerade även det nigerianska landslaget. 

### Webbkällor
- Vincent Enyeama på Fifa:s officiella webbplats (engelska)
- ”Profil på Transfermarkt”. Transfermarkt. http://www.transfermarkt.co.uk/en/vincent-enyeama/profil/spieler_37760.html. Läst 25 oktober 2010.